# Masdevallia falcago
Masdevallia falcago är en orkidéart som beskrevs av Heinrich Gustav Reichenbach. Masdevallia falcago ingår i släktet Masdevallia och familjen orkidéer. Inga underarter finns listade i Catalogue of Life.